# Енрике Антонио де Лиње
Хенрикуе Антонио, престолонаследник од Лиње (порт. Henrique Antônio, Príncipe Hereditário de Ligne; Брисел, 1. март 1989) је садашњи престолонаследник од Лиње од 2005. године, наследник поглаварства Лињенске куће и, према томе, титуле принца од Лиње, као син Мигела де Лиња, такође је шести у реду наследства бразилског престола.
Он је млађи од двојице синова принца Мигела де Лиња (рођак-брат садашњег великог војводе Енрикеа од Луксембурга) и његове супруге Леонор од Орлеана и Брагансе (кћерке принца Педра Енрикеа од Бразила).
Има старију сестру, принцезу Алисију де Лигне (рођена 3. јула 1984.).